# Heteropterys aenea
Heteropterys aenea är en tvåhjärtbladig växtart som beskrevs av August Heinrich Rudolf Grisebach. Heteropterys aenea ingår i släktet Heteropterys och familjen Malpighiaceae. Inga underarter finns listade i Catalogue of Life.